# Блекур, София
София Блекур (швед. Sofia Bleckur; 3 июля 1984 года, Реттвик, Коппарберг) — шведская лыжница, призёрка этапа Кубка мира, призёрка чемпионата мира среди молодёжи. Специализируется в дистанционных гонках.

## Карьера
В Кубке мира Блекур дебютировала в 2004 году, в ноябре 2012 года единственный раз в карьере попала в тройку лучших на этапе Кубка мира, в эстафете. Кроме этого, на сегодняшний момент имеет 3 попадания в десятку лучших на этапах Кубка мира, все так же в эстафетах, в личных гонках не поднималась выше 14-го места. Лучшим достижением Блекур в общем итоговом зачёте Кубка мира является 57-е место в сезоне 2011—12.
За свою карьеру в чемпионатах мира и Олимпийских играх участия пока не принимала. В 2007 году завоевывала серебряную медаль в гонке на 10 км свободным стилем на молодёжном чемпионате мира.
Использует лыжи производства фирмы Fischer, ботинки и крепления Salomon.